# 石河子第二中学
44°17′19″N 86°05′14″E / 44.28860°N 86.08729°E
石河子第二中学，位于新疆维吾尔自治区石河子市北一东路石河子高中学区内，是中国新疆的一所公立中学。 
石河子第二中学创建于1950年9月1日，是新疆生产建设兵团创建最早的一所中学。其为自治区示范性高中、兵团首批确认的重点高级中学。2014年4月，石河子第二中学加入华东师范大学慕课中心C20慕课联盟。